# Sarna Röser
Sarna Marie Elisabeth Röser (* 4. Juli 1987 in Bietigheim-Bissingen) ist eine deutsche Familienunternehmerin und Lobbyistin.

## Ausbildung und Berufstätigkeit
Sarna Röser ist die Tochter von Jürgen Röser, Wirtschaftsingenieur sowie Mitgesellschafter und Geschäftsführer der Zementrohr- und Betonwerke Karl Röser & Sohn GmbH. Nach dem Abitur studierte sie ab 2006 Internationale Betriebswirtschaftslehre in Stuttgart und an der Northumbria University in Newcastle upon Tyne. Seit 2009 ist sie in der 2007 von ihren Eltern gegründeten Social Angels Stiftung tätig. 2013 erwarb sie das Certificate of Advanced Studies nach einem Aufbaustudium an der Lucerne University of Applied Sciences and Arts zur Corporate Social Responsibility. Sie arbeitet in der Geschäftsleitung der Röser FAM GmbH & Co. KG. Seit 2020 ist Röser Mitglied des Aufsichtsrats der Fielmann AG und seit Juni 2025 auch Aufsichtsrätin der FlatexDEGIRO AG und Bank.
Im Jahr 2018 war Röser Mitgründerin der Plattform Beamcoo, die den Wissensaustausch zwischen Unternehmen erleichtern soll. Von 2018 bis November 2023 war sie Bundesvorsitzende des Lobbyverbands Die Jungen Unternehmer, einer Tochterorganisation des Wirtschaftsverbandes Die Familienunternehmer für Mitglieder unter 40 Jahren. Seit 2020 ist Röser stellvertretende Vorsitzende der Ludwig-Erhard-Stiftung und seit 2020 Beirätin der Deutschen Bank. Sie positioniert sich medial mit politischen Forderungen und möchte das Image von Familienunternehmen verbessern. Diese sollen in Zukunft auch als weiblich und innovativ wahrgenommen werden.
Röser war 2022 Jurorin und Investorin in der Fernsehsendung Die Höhle der Löwen des Senders Vox. 2023 war sie Talkgast bei Markus Lanz, in der Sendung Der Sonntags-Stammtisch des Bayerischen Rundfunks und bei DAS! im NDR sowie 2025 in der Sendung Hart aber Fair der ARD.

## Positionen
Im Mai 2020 sprach Röser sich für die Einhaltung der Schuldenbremse aus. Um dies zu erreichen, sollten die Personalkosten bei Staatsbediensteten (auch bei Pensionen) vorübergehend eingefroren werden, der Staat aber auch effizienter werden. Verwaltungsabläufe sollten flexibler und schlanker werden. Eine Vermögenssteuer lehnte sie ab, ansonsten hätten Unternehmen nicht genug Spielraum für Investitionen und die Sicherung von Arbeitsplätzen. Sozialbeiträge seien auf 40 Prozent zu deckeln. Der Klimaschutz müsse „wirtschaftsverträglich“ ausgestaltet werden. Der Markt sei „der beste Klimaschützer“, sie empfehle einen ausgeweiteten Emissionsrechtehandel und „Raum für Innovation“. Deutschland brauche „wieder mehr Eigenverantwortung und Vertrauen in den Markt“. 2023 bezeichnete Röser die Politik als „ideologiegetrieben“ und meinte, es gebe „toxische Bedingungen hier in Deutschland“. Beispiele seien die hohen Energie- und Strompreise, Überregulierung und Bürokratie und zu hohe Steuern und Abgaben.

## Rezeption
Laut der Fachzeitschrift Markt und Mittelstand zeige Röser in ihrem Buch Ein Plädoyer für die Mehrheit zwar „klare Kante“, das Buch sei aber „eher dünn“. Die Autorin arbeite mit dem Kampfbegriff „Technologieoffenheit“, fordere gleichzeitig aber eine Diskussion „frei von Ideologien“. Sie formuliere erwartbare Forderungen an die Politik: weniger Bürokratie, weniger Steuern und bessere Bildung. Eine Schwäche des Buchs sei, dass „hier wieder eine Unternehmerin, ein Unternehmer ist mit wenig Kritikfähigkeit“. Die mangelnde Motivation vieler Arbeitskräfte habe auch etwas mit den Chefs zu tun, dies hätte Röser thematisieren können. Ferner übertreibe Röser mit ihrer „staats- und medienfeindlichen“ Herangehensweise in der Beschreibung der Probleme in Deutschland.
Laut der Monatszeitung Oxi kämen Rösers Einwände gegen das Bürgergeld „ohne Spurenelemente des Sozialen“ aus. Röser hatte argumentiert, dass das Bürgergeld dazu einlade, „sich in die soziale Hängematte des Staates fallen zu lassen und das Arbeiten einzustellen“.

## Veröffentlichung
- Ein Plädoyer für die Mehrheit: Innovation oder Ideologie: In welchem Deutschland wollen wir leben? Plassen Buchverla, Kulmbach 2023, ISBN 978-3-86470-922-7.
- Kapitel Mein Deutschland im Jahr 2030 – Aufstiegschancen ermöglichen. In: Aufstieg: 16 Vorschläge für die Zukunft Deutschlands, herausgegeben von Frank Schäffler (Mitglied des Bundestags der FDP), mit: Wolfgang Kubicki, Ulf Poschardt, Justus Haucap und anderen, 2020, ISBN 978-3-95972-417-3.

## Auszeichnung
- 2022: Preis Soziale Marktwirtschaft der Konrad-Adenauer-Stiftung[25]
- 2023: Ehrenpreisträgerin „Innovator des Jahres“[26]

## Belege
1. 1 2 3  Jessica Gabele: Sarna Röser. Partner bis Vermögen – Was ist über die Unternehmerin bekannt? In: Südwest Presse. 14. März 2023, abgerufen am 25. Juni 2023.
2. ↑  Start-up-Gründerin wird Bundesvorsitzende der Jungen Unternehmer. In: Handelsblatt. 8. März 2018, abgerufen am 23. August 2024.
3. ↑  Partner bis Vermögen – Was ist über die Unternehmerin bekannt? In: swp.de. 14. März 2023, abgerufen am 23. August 2024.
4. ↑  Sarna Röser, Mitglied im Vorstand der Social Angels Stiftung. Social Angels Stiftung, abgerufen am 25. Juni 2023.
5. ↑  Sarna Röser – Ganz persönlich im Lebenslauf. In: junge-unternehmer.eu. Abgerufen am 25. Juni 2023.
6. ↑  fielmann-group.com
7. ↑  "Die Höhle der Löwen 2022": Sarna Röser ist Vorsitzende des Verbands junger Unternehmer. In: augsburger-allgemeine.de. 30. Mai 2022, abgerufen am 23. August 2024.
8. 1 2  Das ist die neue Gast-Löwin Sarna Röser. In: rp-online.de. 9. März 2022, abgerufen am 23. August 2024.
9. ↑  Georg Räth: „Man muss laut werden und der Politik auf die Finger hauen“. 26. April 2022, abgerufen am 25. September 2023.
10. ↑  Neustart bei der Ludwig-Erhard-Stiftung: Zwei junge Frauen neben Roland Koch neu im Vorstand. In: handelsblatt.com. 28. November 2020, abgerufen am 27. August 2024.
11. ↑  Diese 33-Jährige ist die Stimme der jungen Unternehmergeneration. In: handelsblatt.com. 8. Oktober 2020, abgerufen am 27. August 2024.
12. ↑  Deutsche Bank beruft Ex-Chefs von Google und Pepsi sowie den früheren US-Außenminister in neues Beratungsgremium. In: businessinsider.de. 2. November 2022, abgerufen am 27. August 2024.
13. ↑  Schaut euch doch mal an! In: Die Zeit. Abgerufen am 25. September 2023.
14. ↑  Verstärkung in der "Höhle der Löwin: Berühmte Jung-Unternehmerin wird Investorin. Focus, 25. April 2022, abgerufen am 25. Juni 2023
15. ↑  Markus Lanz vom 14. März 2023. In: ZDF. Abgerufen am 17. November 2023.
16. ↑  Unternehmerin Sarna Röser. Bayerischer Rundfunk, 22. Juni 2023, abgerufen am 25. Juni 2023.
17. ↑  DAS! In: ndr.de. Abgerufen am 27. August 2024.
18. ↑  Hart aber Fair – Sendung vom 20.01.2025. ARD, 20. Januar 2025, abgerufen am 20. Januar 2025.
19. ↑  „Der wirtschaftliche Einschnitt fordert uns Junge heraus“. 31. Mai 2020, abgerufen am 25. September 2023.
20. ↑  Unternehmerin Sarna Röser. Abgerufen am 25. September 2023.
21. ↑  Yannis Gaukel: Unternehmensgründung in Deutschland: Interview mit Sarna Röser. In: PROMAGAZIN. 15. Februar 2023, abgerufen am 25. September 2023.
22. ↑  "Toxische Bedingungen": Unternehmerin kritisiert Ampel-Regierung. In: Bayerischer Rundfunk. 26. Juni 2023, abgerufen am 25. September 2023.
23. ↑  Sarna Röser und ihr "Plädoyer für die Mehrheit". In: youtube.de. Markt und Mittelstand, abgerufen am 28. September 2023.
24. 1 2  Kathrin Gerlof: Stigmatisierende Sanktionen. In: oxiblog.de. Dezember 2022, abgerufen am 28. September 2023.
25. ↑  Sarna Röser erhält Preis soziale Marktwirtschaft 2022. Konrad-Adenauer-Stiftung, 15. September 2022, abgerufen am 25. Juni 2023.
26. ↑  Innovator des Jahres: Sarna Röser ist Ehrenpreisträgerin 2023. 2. November 2023, abgerufen am 13. Dezember 2023.

| Personendaten    | Personendaten                                     |
| ---------------- | ------------------------------------------------- |
| NAME             | Röser, Sarna                                      |
| ALTERNATIVNAMEN  | Röser, Sarna Marie Elisabeth (vollständiger Name) |
| KURZBESCHREIBUNG | deutsche Unternehmerin und Lobbyistin             |
| GEBURTSDATUM     | 4. Juli 1987                                      |
| GEBURTSORT       | Bietigheim-Bissingen                              |